# 国際サスティナビリティ基準審議会
表示タイトル:国際サステナビリティ基準審議会
国際サステナビリティ基準審議会（International Sustainability Standards Board、略称ISSB ）は、 IFRS財団 の下、2021年から2022年にかけて設立された基準設定機関であり、その任務は、 サステナビリティ関連の財務報告基準を作成・開発し、  サステナビリティ報告に対する投資家のニーズを満たすことである。

## 沿革
財務リスクが持続可能性に関連するものであることから、原則として、持続可能性に関連する開示は、常に財務報告の少なくとも潜在的な一部となってきた。 しかし、実際には、会計や財務報告コミュニティの優先事項とは必ずしもなっていない。 サステナビリティの課題、特に気候変動 に対する認識が高まるにつれ、サステナビリティ関連開示のための特定のフレームワークの必要性が、 環境保護論者 、基準設定主体、報告企業、金融業界によって認識されるようになった。

## CDSB, IIRC, SASB, VRF
気候変動開示基準審議会（CDSB）は、2002年に始まったカーボン・ディスクロージャー・プロジェクト（CDP）の一環として、2007年にロンドンで設立された。
国際統合報告評議会（IIRC）は、グローバル・リポーティング・イニシアティブ（GRI）、国際会計基準審議会、米国財務会計基準審議会、証券監督者国際機構、国際会計士連盟を含む複数の利害関係者の参加により、2010年8月にロンドンで設立された。
これとは別に、サステナビリティ会計基準審議会（SASB）は、米国の証券情報開示に焦点を当て、2011年にサンフランシスコで設立された。
2021年6月、IIRCとSASBは統合し、価値報告財団（VRF）を設立することを発表した。

## 設立
2021年11月、第26回気候変動枠組条約締約国会議 (COP26 )グラスゴー 、ISSBの設立が発表された。 同時に、IFRS財団は、2022年6月までにVRFとCDSBをISSBに統合すると発表した。IFRS財団は、2021年12月にエマニュエル・ファベールをISSB議長に任命し、2022年1月に スー・ロイドをISSB副議長に任命すると発表した。 2022年3月下旬、ISSBは、気候変動及び一般的な持続可能性に関連する財務情報開示に関する最初の2つの公開草案を公表した。ロンドンとサンフランシスコを拠点とするIIRCとSASBのチームに加え、ISSBはフランクフルト と、議長・副議長のいるモントリオール でスタッフを募集している。 2023年6月には、 北京 にも事務所を開設した。

## 会計基準
ISSB基準は、より広範な国際財務報告基準（IFRS）の一部となり、ISSBの姉妹機関である国際会計基準審議会（IASB）が発行する会計基準と区別するため、IFRS-S（持続可能性の「S」）と呼ばれる。